# Empire Nanda
vers 343 av. J.-C. – 321 av. J.-C.
Entités précédentes :
- Magadha

Entités suivantes :
- Empire Maurya

La dynastie Nanda règne sur le nord de l'Inde entre 345 et 321. À son apogée, l'empire Nanda s'étend du Bengale au Pendjab. Il est ensuite conquis par Chandragupta Maurya, qui fonde la dynastie Maurya.
La dynastie des Nanda est fondée par un fils de barbier, Mahapadma, auquel succèdent ses huit fils. Amant de la reine de Magadha et assassin du roi Kalashoka, il remplace celui-ci et met à mort tous les descendants de la dynastie des Shishunaga. Son accession au trône provoque une vive réaction chez les princes des royaumes voisins. Il les combat et les vainc, fondant un empire du Pendjab au Bengale et au sud du Dekkan. Il cache, paraît-il, le butin de ses expéditions militaires dans le Gange. Curtius Rufus fait allusion au roi Nanda et affirme que son armée se composait de 20 000 cavaliers, de 200 000 fantassins, de 2 000 chars et de 3 000 éléphants (force sans doute exagérée, car on estime seulement à un dixième les troupes engagées par Porus contre Alexandre).